# 佐伯安一
佐伯安一（さえき やすかず、1930年1月2日 - 2016年8月3日）は、日本の郷土史家、建築史学者。

## 略歴
富山県砺波市久泉生まれ。1946年富山県立高岡商業学校卒業。1948～1954年北日本新聞社記者。1955年礪波商工会議所勤務。1959年市堰建工株式会社勤務。1987～1996年砺波郷土資料館長を務めた。
1974～2006年に富山県文化財保護審議会委員（1997年度～2000年度会長）、2007年～2016年に富山民俗の会代表、礪波市文化財保護審議会委員、高岡市文化財審議会委員、南礪市文化財保護審議会委員、富山県うるおい環境づくり会議専門委員、礪波市立礪波散村地域研究所所員、礪波市50年史編纂委員長、富山市日本海文化研究所所員等の要職を務めた。
1993年に北陸建築文化賞、1994年に富山県功労表彰、富山風雪賞を受賞、2000年に勲五等瑞宝章受勲、北日本新聞文化功労賞、2003年に竹内芳太郎賞、 2013年に日本建築学会文化賞を受賞した。

## 著書
- 『砺波民俗語彙』高志人社 1961
- 『砺波民俗語彙 富山県砺波方言集』(全国方言資料集成)国書刊行会 1976
- 『薬勝寺誌』執筆編集. 般若山薬勝寺御開扉法要厳修実行委員会 1993
- 『富山民俗の位相 民家・料理・獅子舞・民具・年中行事・五箇山・その他』桂書房 2002
- 『近世砺波平野の開発と散村の展開』桂書房 2007
- 『合掌造り民家成立史考』桂書房 2009
- 『西城山萬遊寺誌 真宗大谷派』執筆・編集. 萬遊寺 2017

### 共編
- 『越中の民話 [第1集] 』日本の民話 伊藤曙覧,石崎直義共編 未来社 1963
- 『定本日本の民話 13 越中の民話』第1集・第2集 伊藤曙覧, 石崎直義共編 未來社 1999
- 『五箇山の四季とくらし』五箇山自然文化研究会編, 監修 上平村教育委員会 2001

### 記念論集
- 『常民へのまなざし 佐伯安一先生米寿記念文集』桂書房 2016

## 論文
- <佐伯安一>